# Nowhere (album)
Nowhere è l'album d'esordio del gruppo musicale rock inglese Ride, pubblicato il 15 ottobre 1990.
La copertina rappresenta un'onda nel suo formarsi, senza la cresta, fotografata da Warren Bolster.

## Critica e pubblico
Ha avuto un buon successo nella critica e viene annoverato anche a distanza di tempo tra i classici del genere shoegaze.
Ebbe anche un discreto successo nelle vendite, raggiungendo l'undicesima posizione nella relativa classifica del Regno Unito.

## Edizioni
Nell'edizione in CD sono poste, alla fine, tre tracce già presenti nell'EP Fall. Su quelle del 2001 e del 2011 furono inoltre aggiunte quelle del successivo EP Today Forever.

## Tracce

### LP
1. Seagull - 6:10
2. Kaleidoscope - 3:01
3. In A Different Place - 5:30
4. Polar Bear - 4:46
5. Dreams Burn Down - 6:07
6. Decay - 3:36
7. Paralysed - 5:33
8. Vapour Trail - 4:18

### CD
1. Seagull - 6:10
2. Kaleidoscope - 3:01
3. In a Different Place - 5:30
4. Polar Bear - 4:46
5. Dreams Burn Down - 6:07
6. Decay - 3:36
7. Paralysed - 5:33
8. Vapour Trail - 4:18
9. Taste - 3:18
10. Here & Now - 4:27
11. Nowhere - 5:24

Bonus Tracks
1. Unfamiliar - 5:03
2. Sennen - 4:23
3. Beneath - 4:06
4. Today - 6:26

## Formazione
- Mark Gardener – voce, chitarra
- Andy Bell – voce, chitarra e pianoforte
- Steve Queralt – basso
- Laurence Colbert – batteria